# Мордовская Авгура
Мордовская Авгура — деревня Ковылкинского района Республики Мордовия в составе Краснопресненского сельского поселения. 

## География
Находится на расстоянии примерно 20 километров по прямой на северо-восток от районного центра города Ковылкино.

## История
Известна с 1869 года, когда она была учтена как казенная деревня Инсарского уезда из 10 дворов.

## Население
Постоянное население составляло 72 человека (мордва-мокша 79%) в 2002 году, 21 в 2010 году .